# Nottingham Open 1996
Il Nottingham Open 1996 è stato un torneo di tennis giocato sull'erba. 
È stata la 10ª edizione del Nottingham Open, e faceva parte della categoria ATP World Series nell'ambito dell'ATP Tour 1996.
Si è giocato al Nottingham Tennis Centre di Nottingham in Inghilterra, dal 17 al 24 giugno 1996.

## Campioni

### Singolare
Jan Siemerink ha battuto in finale  Sandon Stolle con il punteggio di 6–3, 7–6(0)

### Doppio
Mark Petchey /  Danny Sapsford hanno battuto in finale  Neil Broad /  Piet Norval con il punteggio di 6–7, 7–6, 6–4